# Compte rendu

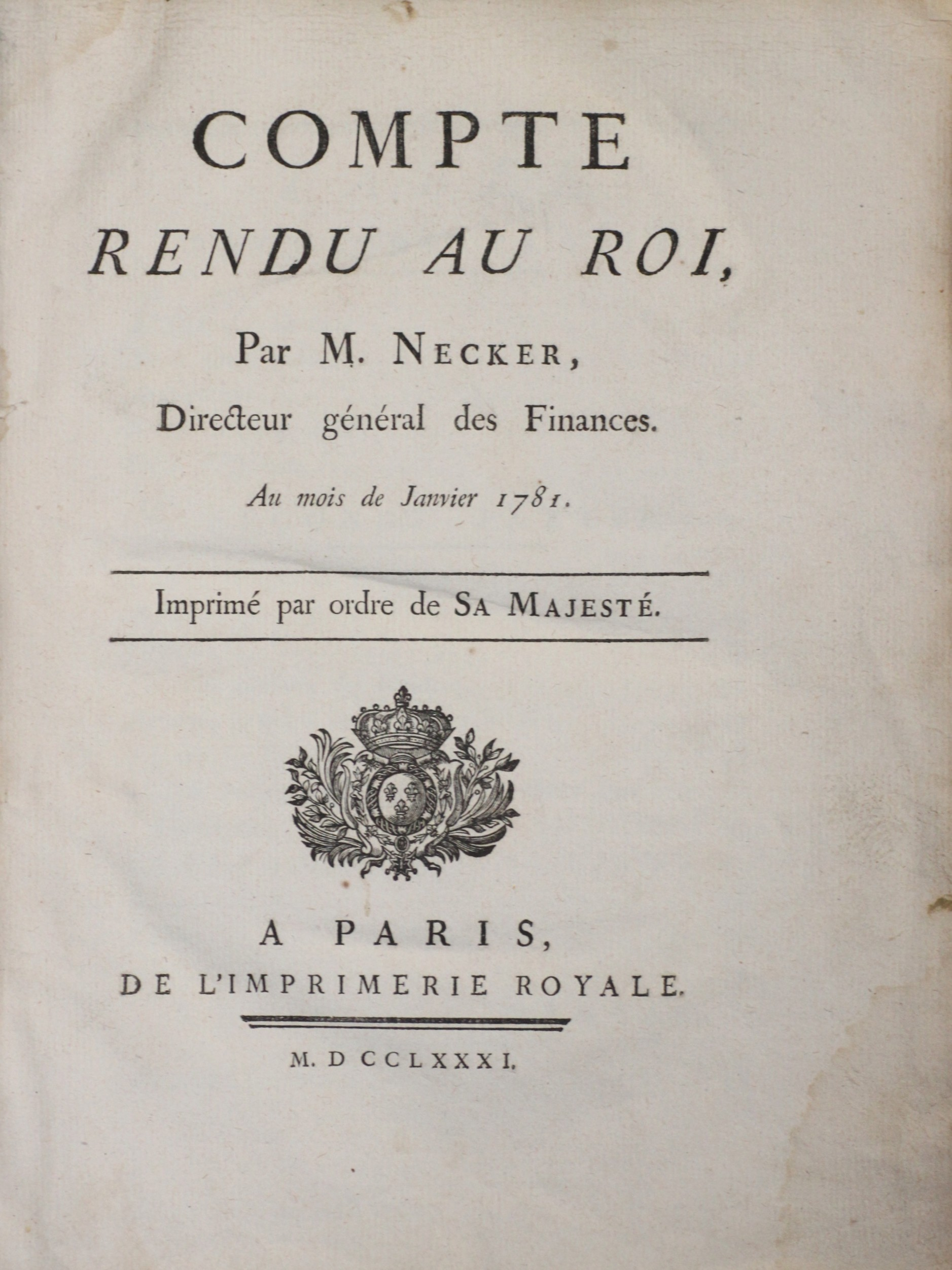
Eerste pagina van de Compte rendu au Roi

De Compte rendu (volledige naam Compte rendu au Roi, vertaald als "Verslag aan de koning") was een document dat in februari 1781 werd gepubliceerd door Jacques Necker, minister van Financiën van koning Lodewijk XVI, waarin hij de stand van de Franse financiën presenteerde.

## Inhoud
In de Compte rendu stond dat de "ordinaire" inkomsten ruim 10 miljoen livres meer waren dan de koninklijke uitgaven. Het rapport liet uitschijnen dat de Franse financiën in zeer goede staat waren. De gezondheid van de rekeningen, zoals gerapporteerd in de Compte rendu, stimuleerde het vertrouwen onder kredietverstrekkers. Verder werd ook Neckers reputatie als financiële genie bevestigd. 
Neckers rapportage van de rekeningen verdoezelde echter de financiële problemen waarmee het land werd geconfronteerd. Het rapporteerde namelijk niet de ‘buitengewone uitgaven', waar onder andere de kosten van de Amerikaanse Onafhankelijkheidsoorlog te vinden waren en waaruit bleek dat Frankrijk een aanzienlijk tekort had — tussen 1777 en 1781 had Necker 520 miljoen livres aan nieuwe leningen opgehaald.  Als deze waren vermeld, was het onwaarschijnlijk dat kredietverstrekkers geld zouden blijven lenen.

## Bijdrage aan een revolutionaire situatie
De Compte rendu werd aanvaard vanwege de reputatie van Necker. Ondanks de kosten van de oorlog leek het erop dat Frankrijk in een sterke financiële positie bleef. Necker verwierf een grote populariteit onder gewone mensen, die bijzonder sympathiek stonden tegenover een minister die, ongebruikelijk voor iemand in een hoge functie, niet van adel was. 
Nadat Necker zijn positie als minister van Financiën verliet, was er een reeks ministers onder wie de werkelijke financiële situatie aan het licht kwam. De Compte rendu was ook een factor bij het veroorzaken van verzet tegen pogingen in 1787 van de toenmalige minister van Financiën Calonne om het financiële systeem te hervormen. Calonne zag meteen dat de staatsfinanciën in een slechte staat verkeerden. De Assemblée de notables, aan wie Calonne zijn hervormingen aanvankelijk voorstelde, stond sceptisch tegenover de verklaring dat Franse koffers leeg waren. Zij verwezen onder andere naar de vele lonen die Calonne zelf uitnam en de 'goede' staat van de financiën in 1781.
Na een opeenvolging van verschillende ministers van Financiën herbenoemde Lodewijk XVI Necker in de overtuiging dat hij in de beste positie verkeerde om de groeiende kredietproblemen van Frankrijk het hoofd te bieden. Necker bleef even populair als altijd, en toen hij op 11 juli 1789 werd ontslagen, volgde er een publieke verontwaardiging. Gecombineerd met de gelijktijdige economische crisis — de graanprijs was in de winter van 1787-1788 omhooggeschoten — droeg dit bij aan de bestorming van de Bastille op 14 juli. 